# 武井周作
武井 周作（たけい しゅうさく、生没年不詳）は、江戸時代後期に活動した医師、本草家である。名は好一、号は櫟涯。

## 経歴・人物
出生地は不明だが江戸の日本橋長浜町に住んだことが記録されている。幼年期から初代桂川甫周および吉田長淑を学び、蘭方医学を学んだ。後の1831年（天保2年）『魚鑑』2巻の編著に携わり、多くの魚に和名やその地方名、俗称、産地、形態生態、調理法等を著し民間における生活実用書として一躍有名となる。
明治維新後の1885年（明治18年）には同書が『勧農叢書』の一つとなり、東京有隣堂から刊行されている。その他の著書として1819年（文政2年）には共著として『江戸今世医家人名録』があった。